# Freadelpha crux-nigra
Freadelpha crux-nigra är en skalbaggsart som först beskrevs av Hope 1833.  Freadelpha crux-nigra ingår i släktet Freadelpha och familjen långhorningar.
Artens utbredningsområde är:
- Ghana.
- Sierra Leone.

Inga underarter finns listade i Catalogue of Life.